# Chupilca
La Chupilca (du quechua chupirka, et de chupi, « soupe » ou mapudungun kopüllka, mazamorra), également connu sous le nom de Cupilca, Chupirca ou Pihuelo, est une boisson alcoolisée originaire du sud du Chili qui consiste en un mélange de vin rouge et de farine grillée. D'autres recettes impliquent la combinaison de vin rouge et de sucre (avec de la glace facultative en été). Il est principalement consommé lors des fêtes nationales. Cette boisson était très populaire dans les fondas populaires au début du XXe siècle.

## Histoire
Pendant la guerre du Pacifique, les militaires chiliens préparaient pour les batailles une boisson connue sous le nom de chupilca del diablo, à laquelle ils attribuaient des pouvoirs magiques et augmentaient leur agressivité. Le nom vient de la similitude entre les ingrédients des deux boissons, qui dans le cas de la chupilca del diablo correspondaient à de l'aguardiente et de la poudre à canon.
La Chupilca était également l'une des boissons préférées du poète Pablo de Rokha, qui lui a même consacré quelques vers dans son Epopeya de las comidas y bebidas de Chile : « Si tu as un mauvais corps, bois une grande Chupilca à l'aube / et frotte tes mains avec plaisir ».
Vulgairement, le terme chupilca est souvent utilisé dans la même région pour désigner différents objets ou situations liés à la consommation d'alcool ; toutefois, sa signification peut varier considérablement au sein des différents groupes sociaux.